# Беро, Матуш
Ма́туш Бе́ро (словац. Matúš Bero; род. 6 сентября 1995, Илава, Поважска-Бистрица[…]) — словацкий футболист, полузащитник немецкого клуба «Бохум» и сборной Словакии. Участник чемпионата Европы 2024.

## Карьера
Матуш начал заниматься футболом в команде «Тренчин». В чемпионате Словакии дебютировал 21 июля 2013 года в матче против «Спартака» Трнава. В сезоне 2015/16 Беро занял второе-третье место в списке лучших бомбардиров с 15 голами
3 июля 2018 года перешёл в нидерландский «Витесс», подписав с клубом четырёхлетний контракт. 26 июля 2018 года он дебютировал за клуб в Лиге Европы против «Вииторула». 12 августа 2018 года Беро забил свой первый гол за «Витесс» в ворота «Гронингена». В сезоне 2020/21 «Витесс» дошёл до финала Кубка Нидерландов, но проиграл «Аяксу» 1:2.
27 июня 2023 года подписал трёхлетний контракт с немецким клубом «Бохум».
27 мая 2016 года Матуш дебютировал за сборную Словакии в товарищеском матче против Грузии.

## Достижения
«Тренчин»
- Чемпион Словакии (2): 2014/15, 2015/16
- Обладатель Кубка Словакии (2): 2014/15, 2015/16

## Статистика
Статистика выступлений Матуша Беро
| Клуб             | Сезон            | Лига | Лига |
| Клуб             | Сезон            | Игры | Голы |
| ---------------- | ---------------- | ---- | ---- |
| Тренчин          | 2013/14          | 26   | 3    |
| Тренчин          | 2014/15          | 18   | 5    |
| Тренчин          | 2015/16          | 30   | 15   |
| Тренчин          | 2016/17          | 3    | 0    |
|                  |                  |      |      |
| Итого за карьеру | Итого за карьеру | 77   | 23   |